# House of the Dragon
House of the Dragon è una serie televisiva statunitense creata da Ryan Condal e George R. R. Martin.
Prequel de Il Trono di Spade (2011-2019), è basata in parte sull'opera Fuoco e sangue di George R. R. Martin. La serie è ambientata 190 anni prima degli eventi de Il Trono di Spade e 172 anni prima della nascita di Daenerys Targaryen. Descrive l'inizio della fine della Casa Targaryen, gli eventi che precedono e coprono la guerra civile dei Targaryen, conosciuta come la "Danza dei Draghi".

## Trama
Nel 101 D.C., re Jaehaerys I Targaryen, conosciuto come "il Conciliatore", ha governato Westeros per decenni, stabilendo la pace e consolidando il potere della sua casata. Tuttavia, con la morte dei suoi figli, Jaehaerys si trova senza un erede maschio diretto. Di conseguenza, un Gran Concilio viene convocato a Harrenhal per decidere il prossimo erede al trono. Alla fine, la scelta ricade su Viserys I Targaryen, scavalcando Rhaenys, cugina di Viserys, conosciuta come la "Regina che non fu", a causa del suo sesso.

### Prima stagione
Viserys I Targaryen, quinto re dei Sette Regni, nomina sua figlia Rhaenyra come erede al trono, una scelta controversa che divide la corte e mette in moto una serie di conflitti. Rhaenyra affronta crescenti tensioni con la sua amica d'infanzia, Alicent Hightower, che diventa la seconda moglie di Viserys e madre di suoi figli, complicando ulteriormente la questione della successione. Daemon Targaryen, fratello minore di Viserys, persegue le proprie ambizioni, rafforzando la sua posizione con matrimoni strategici e alleanze militari. Otto Hightower, il Primo Cavaliere, manipola gli eventi per favorire l'ascesa al trono di suo nipote, Aegon, figlio di Alicent. Nel frattempo, Corlys Velaryon e sua moglie Rhaenys sostengono Rhaenyra, cercando di garantire un futuro stabile per la loro famiglia. La morte di Viserys getta le basi per una lotta feroce per il potere, aprendo le porte alla sanguinosa guerra civile nota come la "Danza dei Draghi".

### Seconda stagione
Dopo la morte di Viserys I, le tensioni tra i Verdi fedeli ad Aegon II e i Neri sostenitori di Rhaenyra si intensificano. Aegon II, poco dopo l'incoronazione ufficiale a Approdo del Re, resta gravemente ferito durante una battaglia, lasciando il fratello minore Aemond a governare come reggente in sua assenza, ruolo che quest'ultimo porta avanti con spietatezza. Daemon conquista Harrenhal e riunisce signori delle Terre dei Fiumi guidati da Casa Tully, mentre Rhaenyra recluta una schiera di bastardi Targaryen cui affida il compito di cavalcare i draghi che rispondono al suo comando. Sullo sfondo di un regno in tumulto a causa di varie battaglie minori e conflitti interni, si completano gli schieramenti in vista della guerra civile: i Verdi possono contare su Vhagar, il drago cavalcato da Aemond, Daeron e Tessarion, sull'esercito terrestre della corona, guidato da Ser Criston Cole, su Casa Lannister e sull'inedita alleanza con la Triarchia; per quanto riguarda i Neri, Rhaenyra e Daemon si ricongiungono, accumulando complessivamente sette draghi e venendo spalleggiati da Casa Stark, Casa Velaryon, Casa Arryn e dalla compagine fedele ai Tully.

## Episodi
| Stagione         | Episodi | Prima TV USA | Prima TV Italia |
| ---------------- | ------- | ------------ | --------------- |
| Prima stagione   | 10      | 2022         | 2022            |
| Seconda stagione | 8       | 2024         | 2024            |

## Personaggi e interpreti

### Principali
- Re Viserys I Targaryen (stagione 1, guest stagione 2), interpretato da Paddy Considine, doppiato da Fabrizio Dolce.
Quinto re dei Sette Regni. Conosciuto come "cordiale, gentile, e onesto", Viserys è stato scelto dal consiglio dei lord per succedere a suo nonno, Jaehaerys I Targaryen.
- Principe Daemon Targaryen (stagione 1-in corso), interpretato da Matt Smith, doppiato da Nanni Baldini.
Erede presuntivo al Trono di Spade, è il fratello minore di re Viserys, nipote di re Jaehaerys e zio della principessa Rhaenyra. È anche un guerriero impareggiabile e un esperto cavaliere di draghi; il suo drago è Caraxes.
- Regina Rhaenyra Targaryen (stagione 1-in corso), interpretata da Emma D'Arcy (adulta) e da Milly Alcock (giovane), doppiata da Giulia Franceschetti (adulta) e da Camilla Murri (giovane).
Primogenita di Viserys e Aemma Arryn. Cavalca un giovane drago femmina di nome Syrax e si aspetta di diventare la prima regina regnante dei Sette Regni.
- Regina vedova Alicent Hightower (stagione 1-in corso), interpretata da Olivia Cooke (adulta) e da Emily Carey (giovane), doppiata da Eva Padoan (adulta) e da Monica Volpe (giovane).
Figlia di Ser Otto Hightower, cresciuta nella Fortezza Rossa e parte della cerchia ristretta del re. Conosciuta come la donna più avvenente dei Sette Regni e regina consorte, in quanto seconda moglie del re Viserys Targaryen.
- Ser Otto Hightower (stagione 1-in corso), interpretato da Rhys Ifans, doppiato da Massimo Rossi.
Padre di Alicent, Primo Cavaliere del re, che serve re Viserys e il regno. È un implacabile rivale politico del principe Daemon.
- Lord Corlys Velaryon (stagione 1-in corso), interpretato da Steve Toussaint, doppiato da Ruggero Andreozzi.
Conosciuto come il "Serpente di Mare", è a capo della Casa Velaryon e il più famoso navigatore nella storia di Westeros, nonché marito della principessa Rhaenys Targaryen.
- Principessa Rhaenys Targaryen (stagioni 1-2), interpretata da Eve Best, doppiata da Laura Boccanera.
Moglie di Lord Corlys, cavalca un drago di nome Meleys. Conosciuta come la "Regina che non fu", fu candidata per succedere a suo nonno, re Jaehaerys.
- Mysaria (stagione 1-in corso), interpretata da Sonoya Mizuno, doppiata da Rebecca Mancineschi.
Danzatrice originaria di Lys che diventa l’amante del principe Daemon. In seguito guida una rete di spie in tutta Approdo del Re ed è conosciuta come "Larva Bianca".
- Ser Criston Cole (stagione 1-in corso), interpretato da Fabien Frankel, doppiato da Emanuele Ruzza.
Abile spadaccino delle Marche Dorniane, è il figlio del siniscalco del Lord di Blackhaven. Inizialmente viene nominato membro della Guardia Reale dalla principessa Rhaenyra, per poi successivamente diventare guardia giurata e amante della regina Alicent.
- Ser Harrold Westerling (stagione 1), interpretato da Graham McTavish, doppiato da Luca Biagini.
Lord Comandante della Guardia Reale sotto re Viserys. È incaricato di sorvegliare e proteggere la principessa Rhaenyra.
- Lord Larys Strong (stagione 1-in corso), interpretato da Matthew Needham, doppiato da Dimitri Winter.
Figlio minore di Lyonel Strong, è conosciuto come "Piededuro" a causa di un'anormalità alla nascita che lo fa zoppicare.
- Lord Jason Lannister (stagione 1-in corso), interpretato da Jefferson Hall, doppiato da Giorgio Borghetti.
Lord di Castel Granito, cacciatore e guerriero.
- Ser Tyland Lannister (stagione 1-in corso), interpretato da Jefferson Hall, doppiato da Alberto Bognanni.
Scaltro politico che rimpiazza Lord Corlys Velaryon come Maestro della Flotta.
- Principe Jacaerys Velaryon (stagione 1-in corso), interpretato da Harry Collett (adolescente) e da Leo Hart (giovane), doppiato da Mattia Fabiano (adolescente) (stagione 1) e da Alessandro Valeri (stagione 2-in corso) e da Davide Doviziani (giovane).
Primogenito della principessa Rhaenyra. Cavalca un drago chiamato Vermax.
- Re Aegon II Targaryen (stagione 1-in corso), interpretato da Tom Glynn-Carney (adulto) e da Ty Tennant (giovane), doppiato da Riccardo Suarez (adulto e giovane).
Primogenito di re Viserys e della regina Alicent Hightower. Cavalca un drago di nome Sole di Fuoco.
- Principe Aemond Targaryen (stagione 1-in corso), interpretato da Ewan Mitchell (adulto) e da Leo Ashton (giovane), doppiato da Mattia Nissolino (adulto) e da Valeriano Corini (giovane).
Terzogenito di re Viserys e della regina Alicent Hightower, cavalca il drago femmina Vhagar dopo la scomparsa di Laena Velaryon.
- Lady Baela Targaryen (stagione 1-in corso), interpretata da Bethany Antonia (adolescente) e da Shani Smethurst (giovane), doppiata da Luna Iansante (stagione 1), da Martina Angeletti (stagione 2-in corso) (adolescente) e da Alice Pantile (giovane).
Figlia maggiore del principe Daemon Targaryen e Laena Velaryon. Cavalca un giovane dragone chiamato Danzatore di Luna.
- Lady Rhaena Targaryen (stagione 1-in corso), interpretata da Phoebe Campbell (adolescente) e da Eva Ossei-Gerning (giovane), doppiata da Giulietta Rebeggiani (adolescente) e da Sofia Fronzi (giovane).
Figlia minore del principe Daemon Targaryen e Laena Velaryon.
- Regina Helaena Targaryen (stagione 1-in corso), interpretata da Phia Saban (adulta) e da Evie Allen (giovane), doppiata da Benedetta Gravina (adulta) e da Sara Ciocca (giovane).
Secondogenita di re Viserys e della regina Alicent Hightower, sorella dei principi Aegon e Aemond. Cavalca un drago femmina chiamato Sogno di Fuoco.
- Gran Maestro Orwyle (stagione 2-in corso, ricorrente stagione 1), interpretato da Kurt Egyiawan, doppiato da Andrea Oldani.
Maestro della Cittadella che rimpiazza Mellos come Gran Maestro nel Concilio Ristretto di re Viserys I e re Aegon II Targaryen.
- Hugh il Martello (stagione 2-in corso), interpretato da Kieran Bew, doppiato da Massimiliano Virgilii.
Fabbro di Approdo del Re preoccupato per la figlia malata.
- Alyn di Hull (stagione 2-in corso), interpretato da Abubakar Salim, doppiato da Andrea Mete.
Marinaio al servizio di casa Velaryon che ha salvato Lord Corlys dall'annegamento.
- Lord Cregan Stark (stagione 2-in corso), interpretato da Tom Taylor, doppiato da Alessandro Campaiola.
Giovane Lord di Grande Inverno, capo di casa Stark e protettore del Nord.
- Addam di Hull (stagione 2-in corso), interpretato da Clinton Liberty, doppiato da Alessandro Tiberi.
Carpentiere navale per la flotta dei Velaryon e fratello di Alyn.
- Ulf il Bianco (stagione 2-in corso), interpretato da Tom Bennett, doppiato da Francesco Bulckaen.
Abitante di Approdo del Re conosciuto come un ubriacone e narratore tra la gente comune.
- Kat (stagione 2-in corso), interpretata da Ellora Torchia, doppiata da Martina Felli.
Moglie di Hugh e madre della loro figlia.
- Ser Gwayne Hightower (stagione 2-in corso), interpretato da Freddie Fox, doppiato da Federico Campaiola.
Cavaliere di casa Hightower, figlio maggiore di Otto e fratello di Alicent.
- Alys Rivers (stagione 2-in corso), interpretata da Gayle Rankin, doppiata da Giulia Catania.
Guaritrice al servizio di casa Strong.
- Ser Simon Strong (stagione 2-in corso), interpretato da Simon Russell Beale, doppiato da Roberto Stocchi.
Prozio di Lord Larys e castellano di Harrenhal.

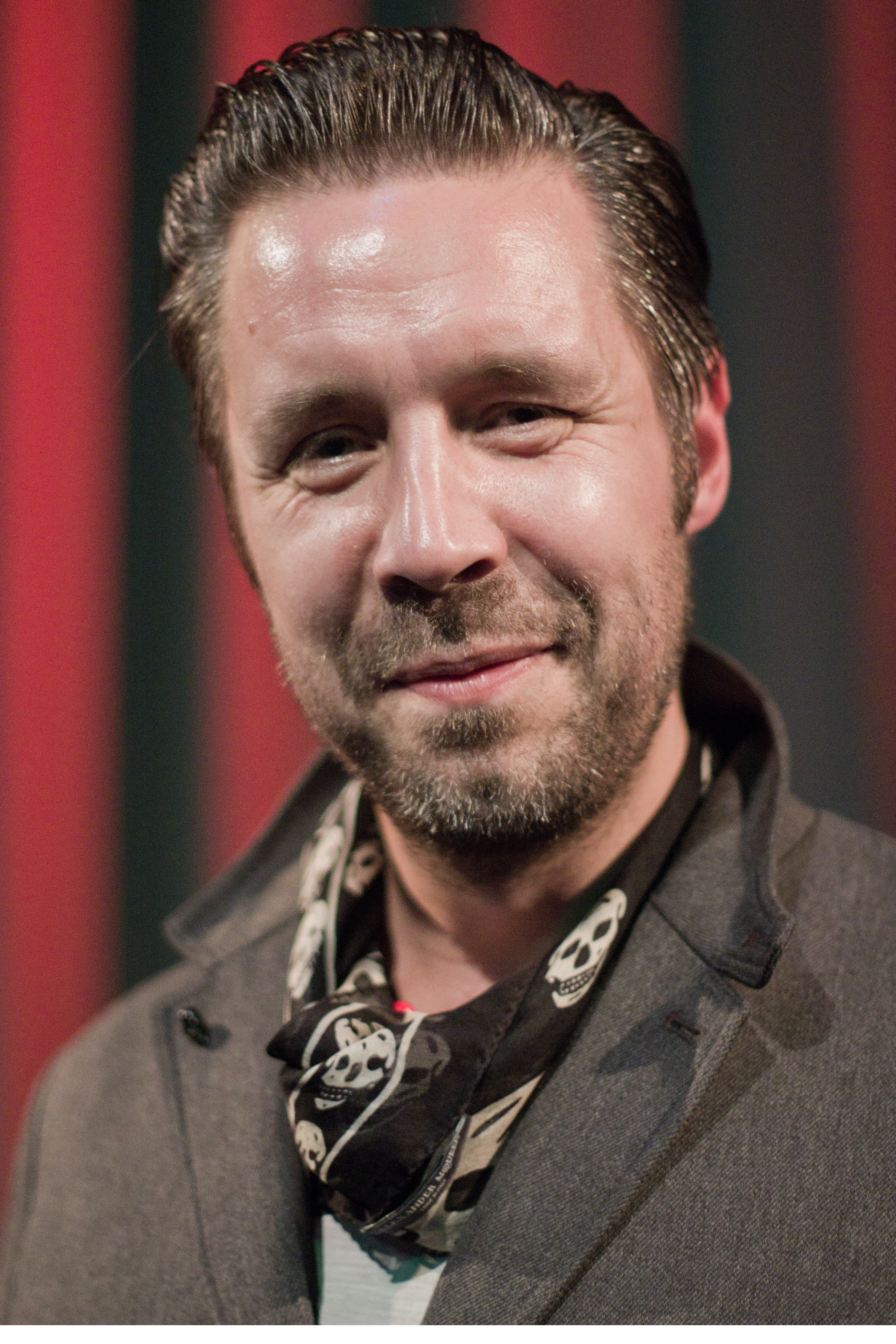
Paddy Considine
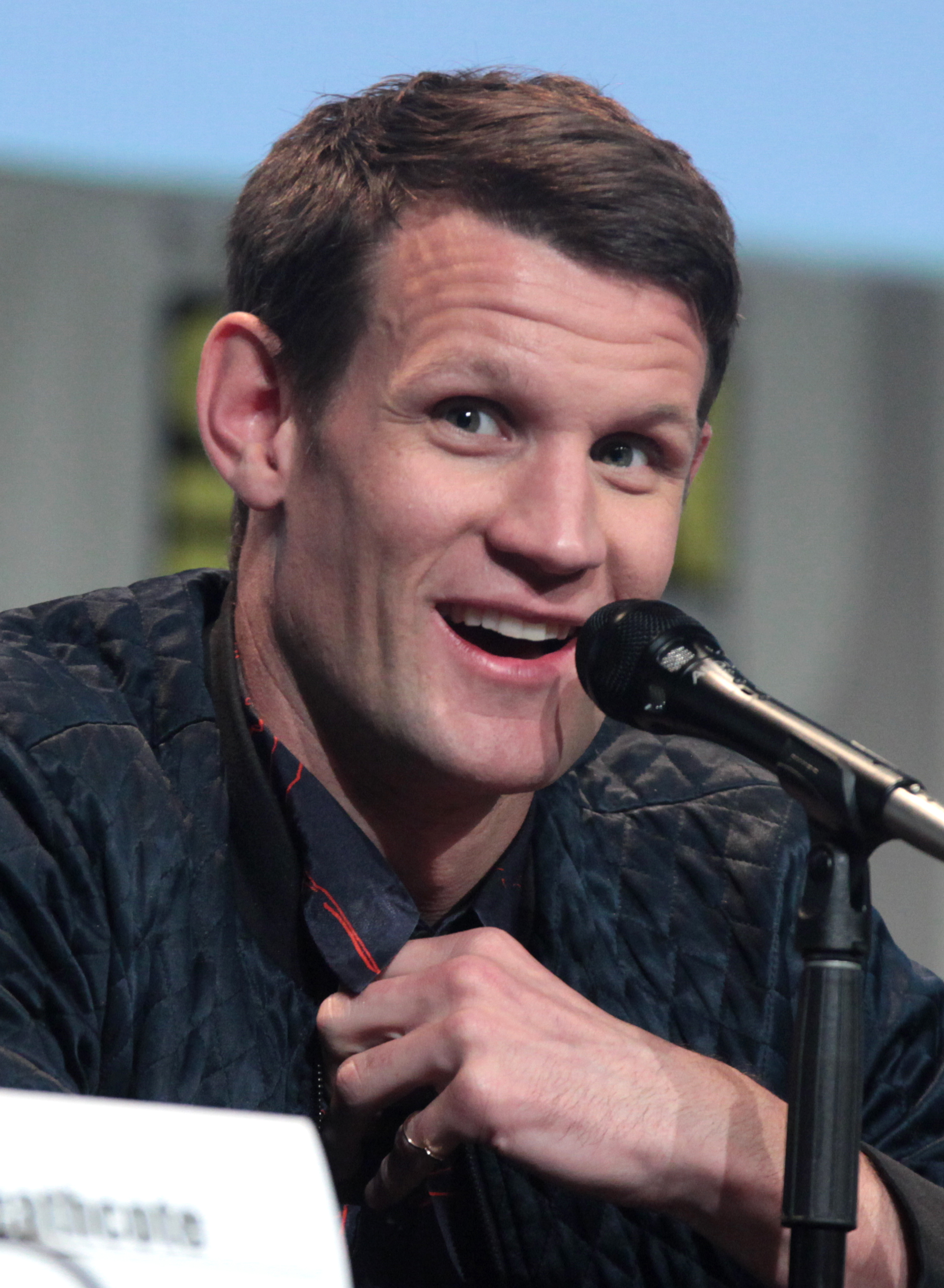
Matt Smith
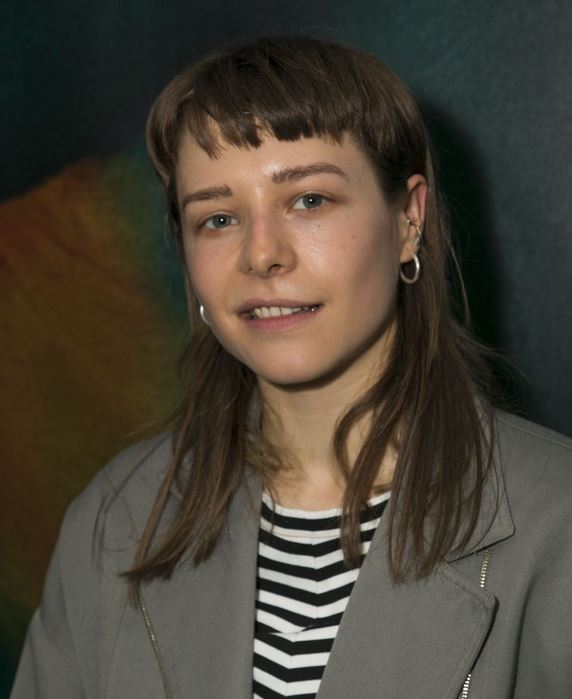
Emma D'Arcy
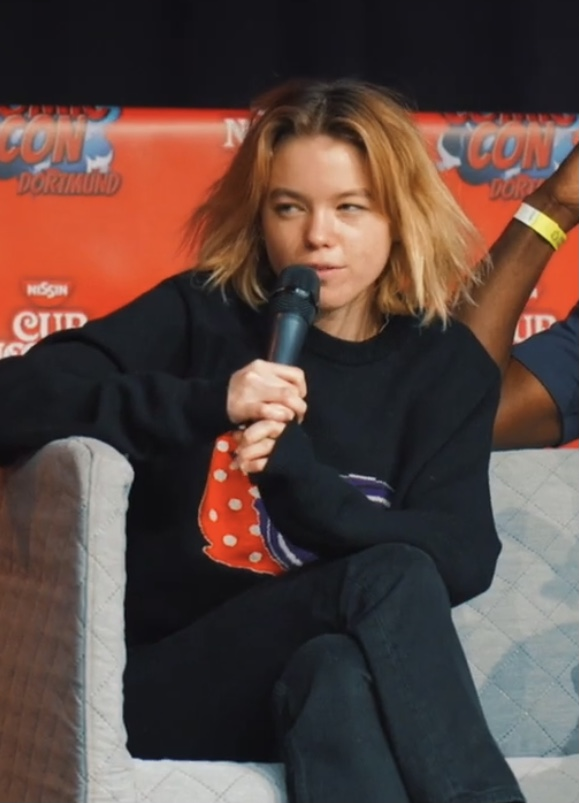
Milly Alcock
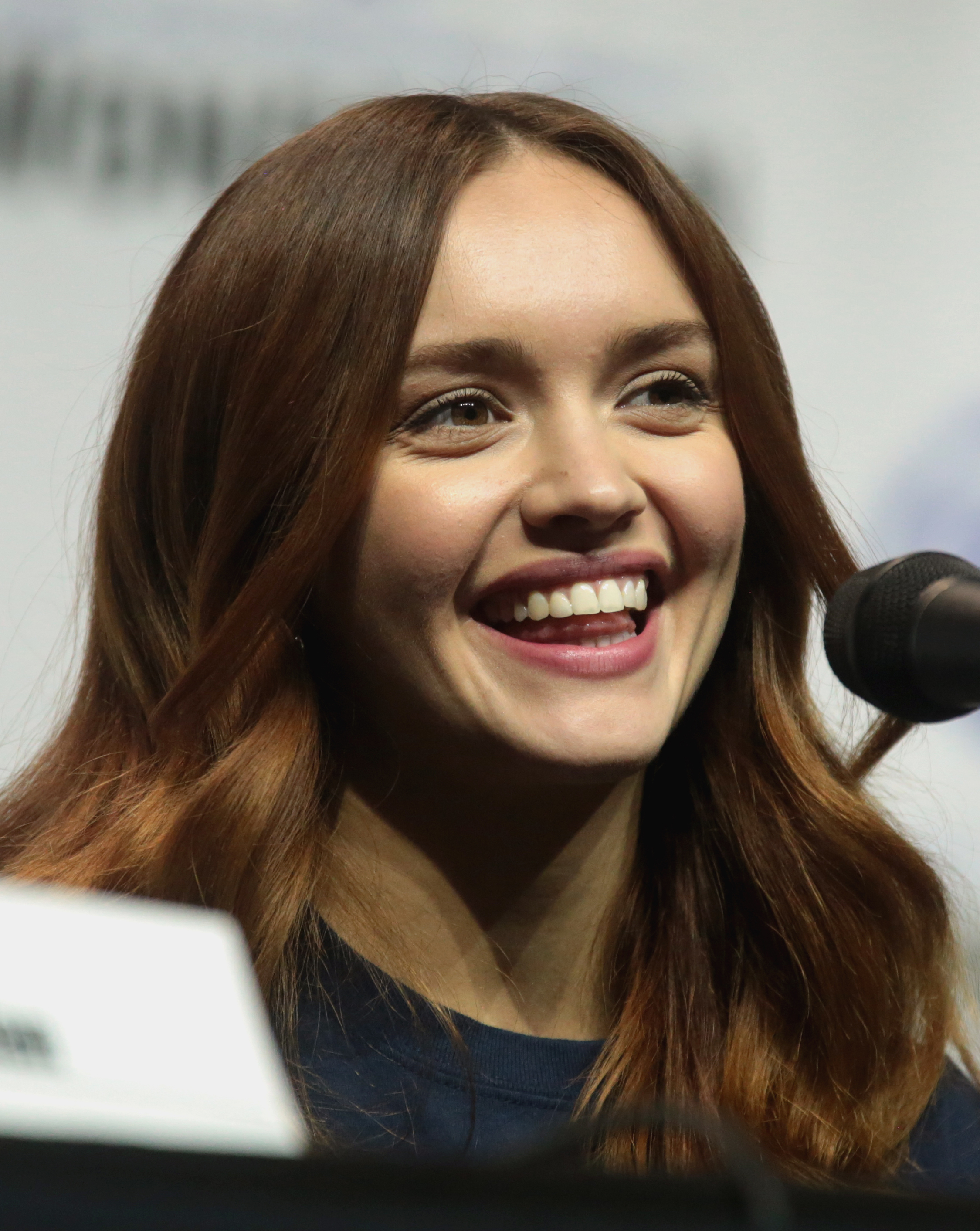
Olivia Cooke
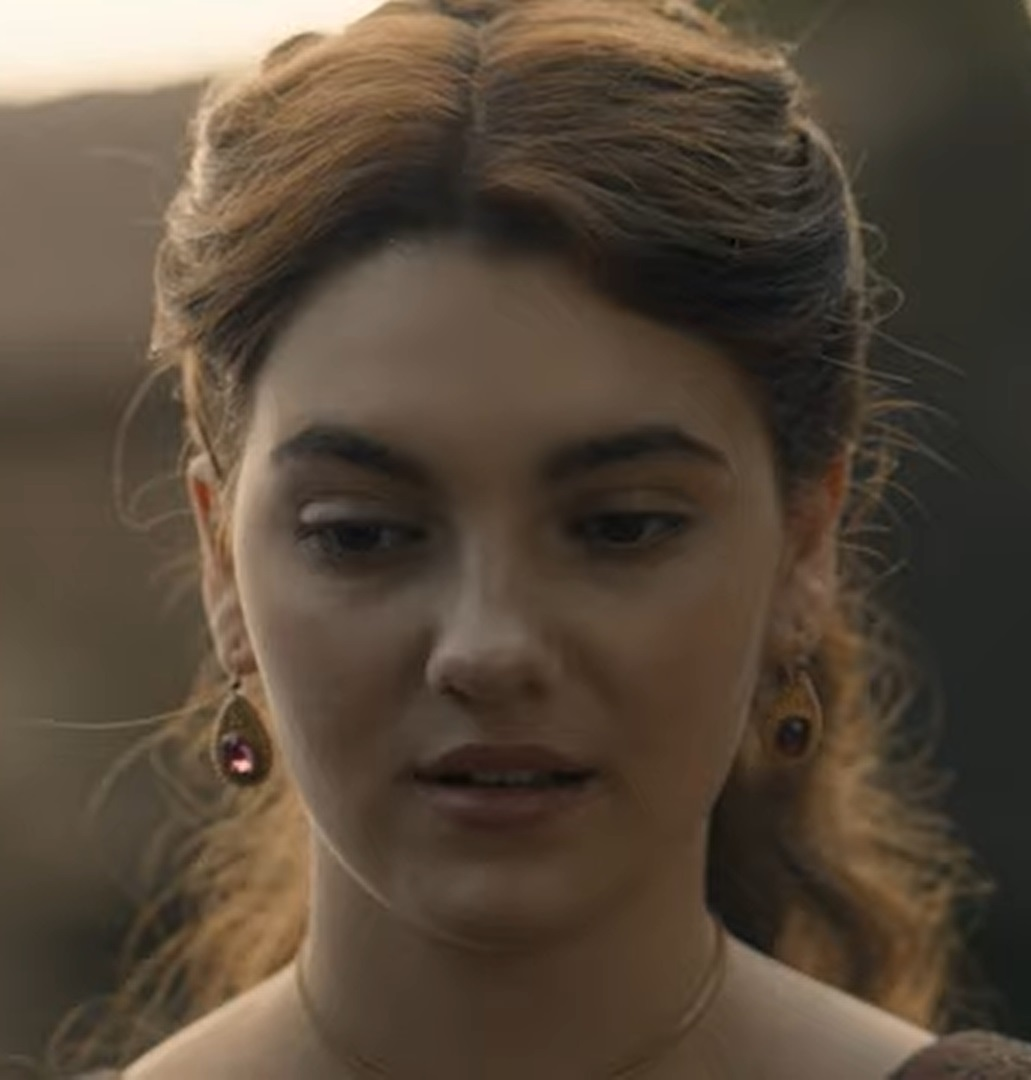
Emily Carey
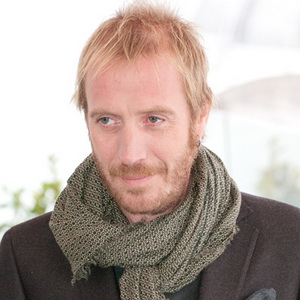
Rhys Ifans
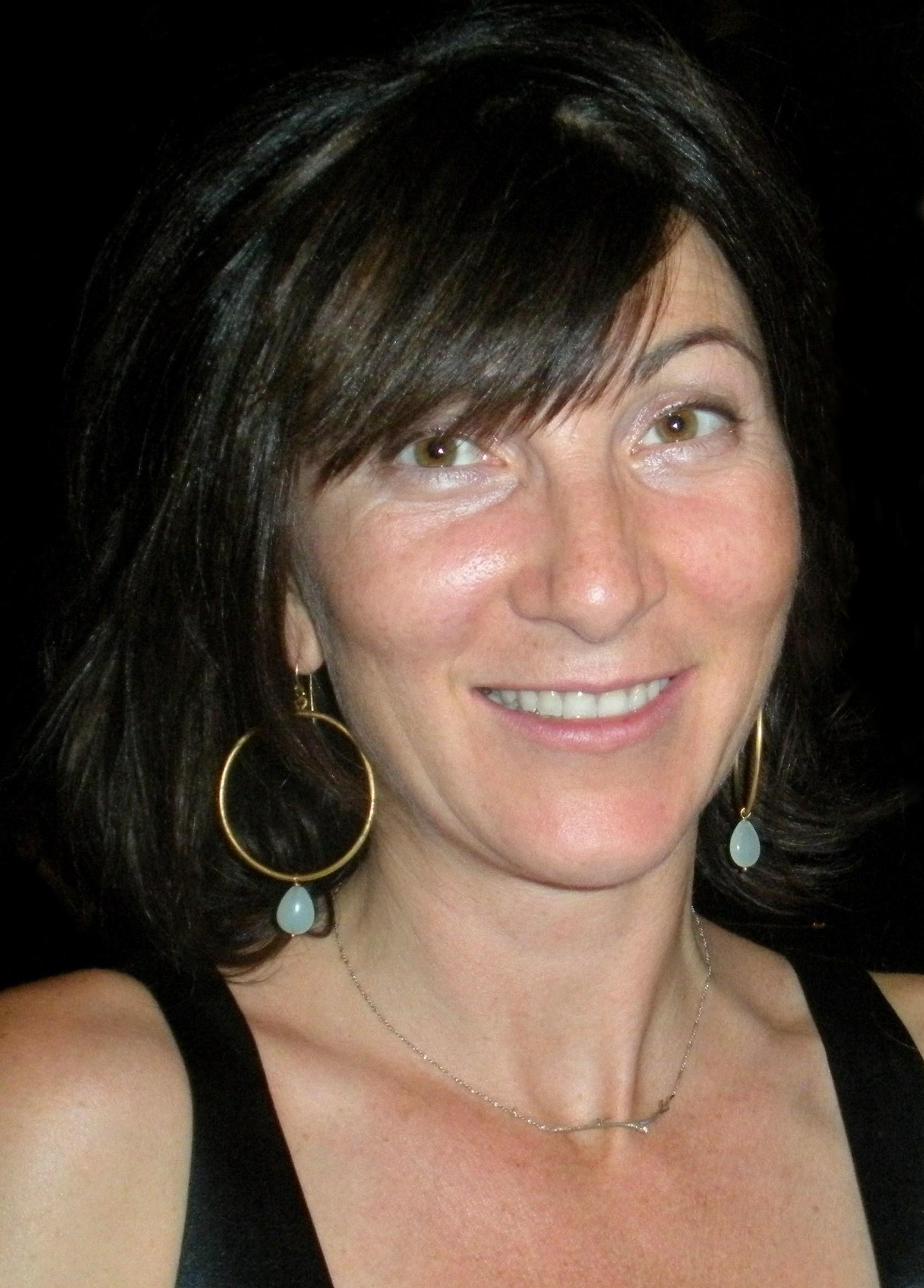
Eve Best
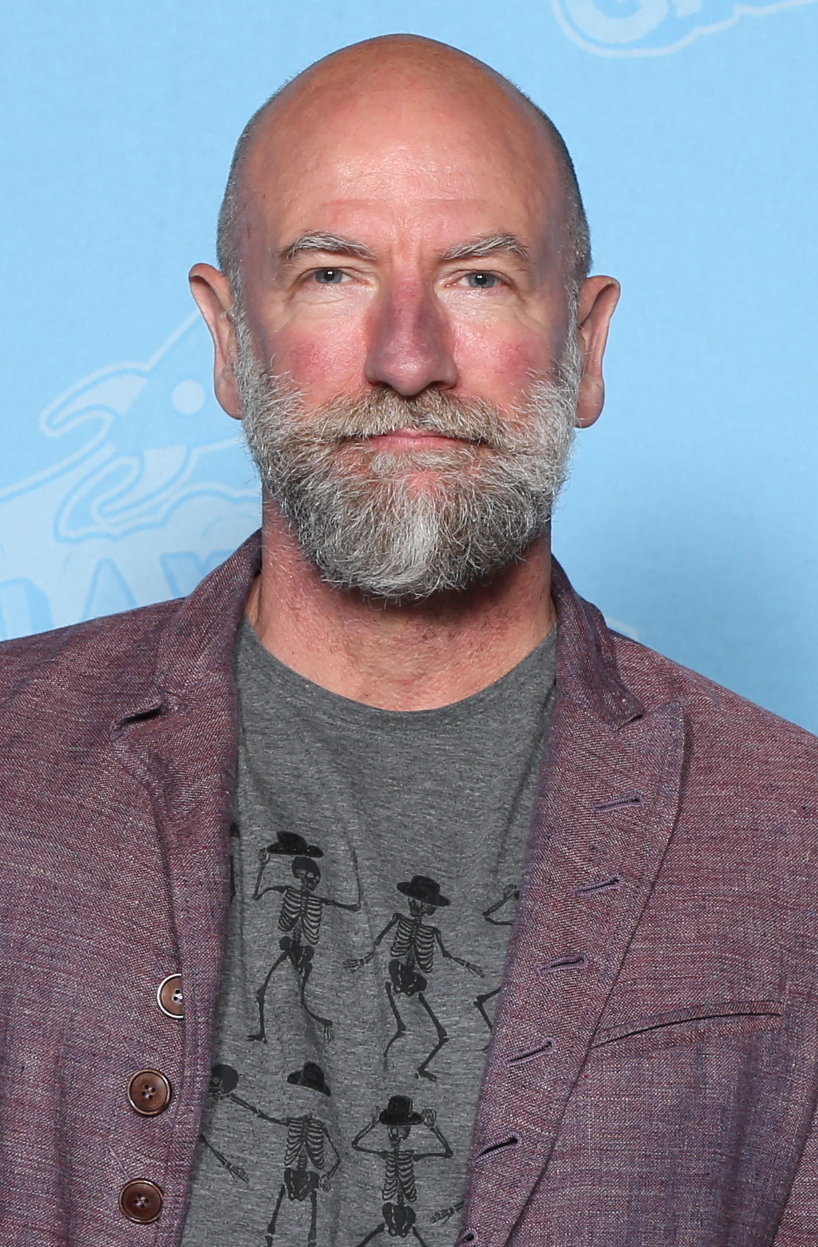
Graham McTavish
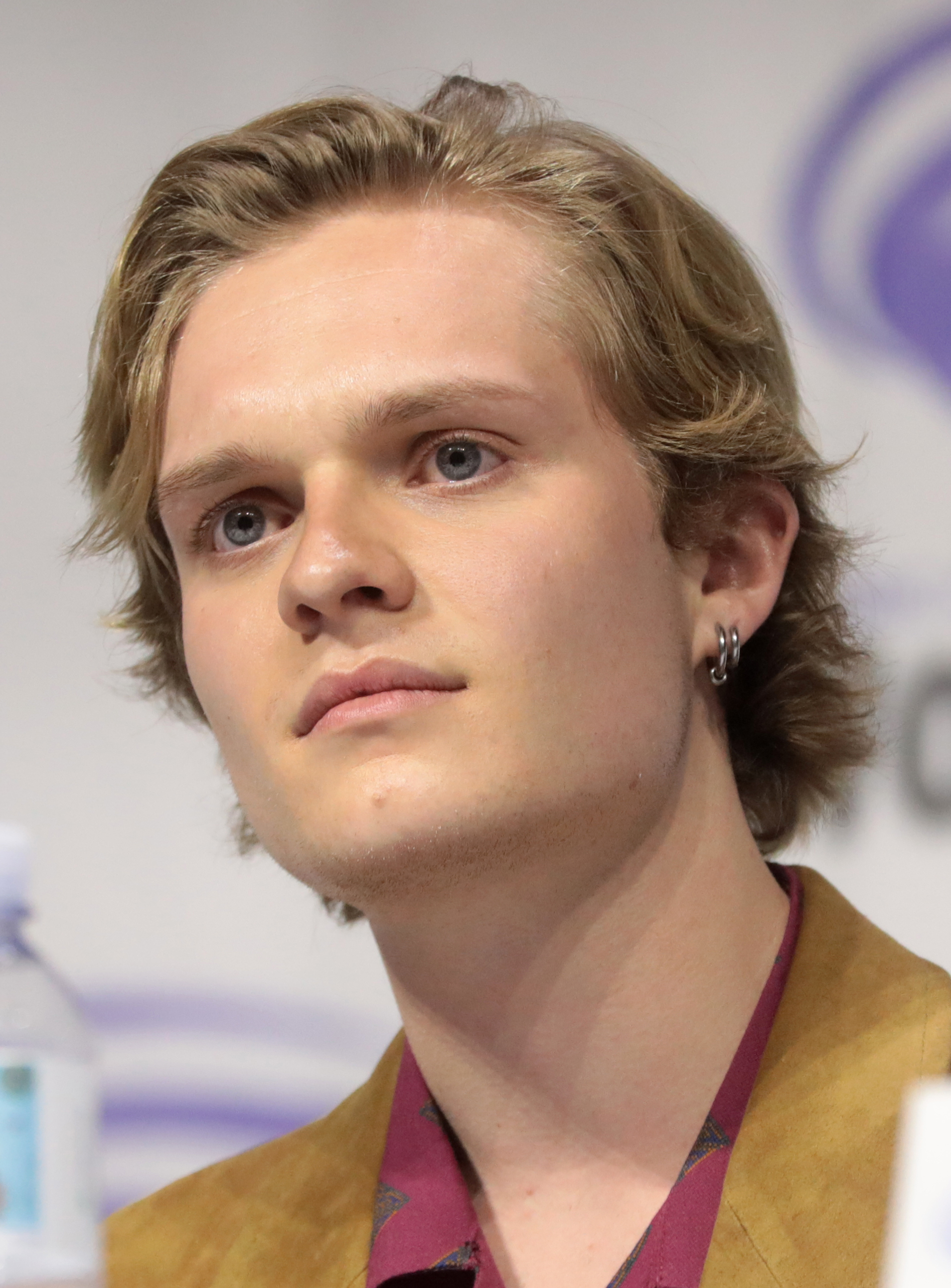
Tom Glynn-Carney
Ewan Mitchell

### Ricorrenti
- Gran Maestro Mellos (stagione 1), interpretato da David Horovitch, doppiato da Stefano Oppedisano.
Fidato consigliere di re Viserys.
- Lord Lyman Beesbury (stagione 1), interpretato da Bill Paterson, doppiato da Luciano Roffi.
Lord di Honeyholt e Maestro del Conio del consiglio ristretto di re Viserys.
- Lord Lyonel Strong (stagione 1), interpretato da Gavin Spokes, doppiato da Riccardo Petrozzi.
Maestro delle Leggi di re Viserys e Lord di Harrenhal, diventa successivamente primo cavaliere del re.
- Lord Hobert Hightower (stagione 1), interpretato da Steffan Rhodri, doppiato da Stefano Valli.
Capo di Casa Hightower e governante di Vecchia Città. È il fratello maggiore di Ser Otto Hightower.
- Ser Erryk Cargyll (stagioni 1-2), interpretato da Elliott Tittensor, doppiato da Daniele Raffaeli.
Membro della Guardia Reale di re Viserys I Targaryen, gemello di Ser Arryk Cargyll.
- Ser Ryam Redwyne (stagione 1), interpretato da Garry Cooper, doppiato da Ermanno Ribaudo.
Lord comandante della Guardia Reale sotto Jaehaerys I Targaryen.
- Ser Arryk Cargyll (stagioni 1-2), interpretato da Luke Tittensor, doppiato da Jacopo Venturiero.
Membro della Guardia Reale di re Viserys I Targaryen, gemello di Ser Erryk Cargyll.
- Ser Steffon Darklyn (stagioni 1-2), interpretato da Anthony Flanagan, doppiato da Giuliano Bonetto (stagione 1) e da Federico Talocci (stagione 2).
Membro della Guardia Reale di re Viserys. In seguito guardia personale della regina Rhaenyra.
- Lady Laena Velaryon (stagione 1, guest stagione 2), interpretata da Nanna Blondell (adulta), da Savannah Steyn (adolescente) e da Nova Foueillis-Mose (giovane), doppiata da Emanuela Ionica (adulta e adolescente) e da Ilaria Pellicone (giovane).
Figlia della principessa Rhaenys e Lord Corlys Velaryon, sorella di Laenor Velaryon e seconda moglie del principe Daemon Targaryen. Cavalca un drago anziano femmina di nome Vhagar.
- Ser Harwin Strong (stagione 1), interpretato da Ryan Corr, doppiato da Gianluca Cortesi.
Figlio maggiore del Maestro delle Leggi Lyonel Strong ed erede di Harrenhal. Conosciuto come "Spezzaossa", si dice che sia l’uomo più forte dei Sette Regni.
- Ser Vaemond Velaryon (stagione 1), interpretato da Wil Johnson, doppiato da Gabriele Sabatini.
Fratello minore di Lord Corlys Velaryon e comandante della flotta dei Velaryon.
- Ser Laenor Velaryon (stagione 1), interpretato da John Macmillan (adulto) e da Theo Nate (adolescente) e da Matthew Carver (giovane), doppiato da Gabriele Vender (adulto e adolescente).
Figlio della principessa Rhaenys e Lord Corlys Velaryon. È il primo marito della principessa Rhaenyra e cavalca il drago Mare Infuocato.
- Principe Lucerys Velaryon (stagione 1), interpretato da Elliot Grihault (adolescente) e da Harvey Sadler (giovane), doppiato da Diego Follega (adolescente) e da Alberto Pilara (giovane).
Secondogenito della principessa Rhaenyra. Cavalca un giovane drago di nome Arrax.
- Lord Jasper Wylde (stagione 1-in corso), interpretato da Paul Kennedy, doppiato da Fabrizio Picconi.
Conosciuto come "Verga di Ferro", è il Lord di Casa della Pioggia e capo della Casa Wylde.
- Ser Lorent Marbrand (stagione 1-in corso), interpretato da Max Wrottesley, doppiato da Emilio Mauro Barchiesi.
Membro della Guardia Reale di re Viserys. In seguito guardia personale della regina Rhaenyra.
- Ser Willem Blackwood (stagioni 1-2), interpretato da Jack Parry-Jones (adulto) e da Alfie Todd (giovane), doppiato da Gabriele Lopez (adulto) e da Valeriano Corini (giovane).
Membro di casa Blackwood di Raventree Hall.
- Elinda Massey (stagione 1-in corso), interpretata da Jordon Stevens, doppiata da Emma Grasso.
Dama di compagnia di Rhaenyra e figlia di Lord Gormon Massey.
- Dyana (stagione 1-in corso), interpretata da Maddie Evans, doppiata da Lucrezia Roma.
Servitrice che viene violentata da Aegon. Successivamente lascia la Fortezza Rossa per lavorare in una taverna nelle Strade della Seta.
- Sylvi (stagione 1-in corso), interpretata da Michelle Bonnard, doppiata da Valentina Stredini.
Maîtresse di un bordello di Approdo del Re, visitato spesso da Aemond Targaryen.
- Maestro Gerardys (stagione 1-in corso), interpretato da Phil Daniels, doppiato da Gianni Bersanetti.
Maestro a Roccia del Drago.
- Lord Bartimos Celtigar (stagione 1-in corso), interpretato da Nicholas Jones, doppiato da Bruno Alessandro.
Lord di Isola della Chela e capo di Casa Celtigar.
- Lord Simon Staunton (stagione 1-in corso), interpretato da Michael Elwyn, doppiato da Emilio La Vella.
Lord di Riposo del Corvo, capo di casa Staunton e membro del Concilio Nero.
- Ser Alfred Broome (stagione 2), interpretato da Jamie Kenna, doppiato da Alberto Angrisano.
Cavaliere nel Concilio Nero.
- Lord Gormon Massey (stagione 2), interpretato da James Dreyfus, doppiato da Davide Marzi.
Lord di Stonedance, capo di casa Massey e membro del Concilio Nero.
- Ser Martyn Reyne (stagione 2), interpretato da Barney Fishwick, doppiato da Stefano Broccoletti.
Cavaliere di casa Reyne, amico e adulatore di re Aegon II.
- Ser Leon Estermont (stagione 2), interpretato da Ralph Davis, doppiato da Alessio Puccio.
Cavaliere di casa Estermont, amico e adulatore di re Aegon II.
- Ser Eddard Waters (stagione 2), interpretato da Tok Stephen, doppiato da Leonardo Lugni.
Cavaliere errante al servizio di re Aegon II.
- Principe Joffrey Velaryon (stagione 2-in corso), interpretato da Oscar Eskinazi, doppiato da Alessandro Mazzanti.
Figlio minore di Rhaenyra e Laenor. È legato al cucciolo di drago Tyraxes.
- Oscar Tully (stagione 2-in corso), interpretato da Archie Barnes, doppiato da Arturo Sorino.
Nipote di Grover, erede di Delta delle Acque e futuro Lord Supremo delle Terre dei Fiumi.
- Ser Rickard Thorne (stagione 2-in corso), interpretato da Vincent Regan, doppiato da Roberto Fidecaro.
Cavaliere nella Guardia Reale di re Aegon II.
- Lady Jeyne Arryn (stagione 2), interpretata da Amanda Collin, doppiata da Sophia De Pietro.
Conosciuta come la vergine della Valle, lady di Nido dell'Aquila a capo di casa Arryn.

### Guest star
- Regina Aemma Arryn (stagioni 1-2), interpretata da Sian Brooke, doppiata da Alessandra Korompay.
Regina consorte e moglie di re Viserys I Targaryen.
- Boremund Baratheon (stagione 1), interpretato da Julian Lewis Jones, doppiato da Antonino Saccone.
Lord di Capo Tempesta e capo della Casa Baratheon nel primo regno di re Viserys I Targaryen.
- Craghas "Nutrigranchi" Drahar (stagione 1), interpretato da Daniel Scott-Smith.
Principe e ammiraglio di Myr che serve la Triarchia e conquista le Stepstones, affliggendo il commercio marittimo di Westeros.
- Ser Joffrey Lonmouth (stagione 1), interpretato da Solly McLeod, doppiato da Alessandro Capra.
Cavaliere di Casa Lonmouth e amante di Laenor Velaryon.
- Ser Qarl Correy (stagione 1), interpretato da Arty Froushan, doppiato da Stefano Sperduti.
Cavaliere di umili origini e secondo amante di Laenor.
- Ser Borros Baratheon (stagione 1), interpretato da Roger Evans, doppiato da Pierluigi Astore.
Figlio di Lord Boremund Baratheon che gli succede come Lord di Capo Tempesta e Lord delle Terre della Tempesta.
- Sangue (stagione 2), interpretato da Sam C. Wilson, doppiato da Dodo Versino.
Membro della guardia cittadina assoldato da Daemon per infiltrasi nella Fortezza Rossa.
- Formaggio (stagione 2), interpretato da Mark Stobbart, doppiato da Gianluca Crisafi.
Ammazzatopi che lavora nella Fortezza Rossa e complice di Sangue.
- Lady Mallister (stagione 2), interpretata da Anna Francolini, doppiata da Beatrice Caggiula.
Capo di casa Mallister.
- Sharako Lohar (stagione 2), interpretata da Abigail Thorn, doppiata da Jessica Giorgia Senesi.
Ammiraglio di Lys e comandante della flotta della triarchia.

## Produzione

### Sviluppo
Tra il 2017 e il 2019 Bryan Cogman ha lavorato ad uno spin-off de Il Trono di Spade intitolato House of the Dragon, ma nell'aprile 2019 il progetto venne cancellato. Nel settembre 2019 HBO ha annunciato una serie prequel curata da Martin e Ryan Condal incentrata sulla dinastia dei Targaryen, portando così avanti il progetto ideato in precedenza da Cogman; il 29 ottobre 2019 la serie prequel viene confermata, e viene annunciata che la prima stagione sarebbe stata composta da dieci episodi.
Il 26 agosto 2022, a meno di una settimana dal primo episodio, la serie è stata rinnovata per una seconda stagione.
Nell'agosto 2022 è stato annunciata la dipartita di Miguel Sapochnik nel suo ruolo di regista e co-showrunner, mentre rimane come produttore esecutivo. Sapochnik ha dichiarato: «È stato incredibilmente difficile decidere di andarsene, ma so che è la scelta giusta per me, personalmente e professionalmente». Alan Taylor, che diresse diversi episodi de Il Trono di Spade, si unisce alla seconda stagione come produttore esecutivo e regista.
Nel dicembre 2023 Martin ha annunciato che la terza e la quarta stagione sono in fase di scrittura. Il 13 giugno 2024 la serie è stata rinnovata per una terza stagione. Nell'agosto 2024 Ryan Condal ha rivelato che la terza stagione sarebbe entrata in produzione all'inizio del 2025 e che la serie si sarebbe conclusa con la quarta.

### Casting
Nel luglio 2020 sono iniziati i casting per la serie: Nell'ottobre 2020 Paddy Considine si è unito al cast nel ruolo di Viserys Targaryen; nel dicembre 2020 si sono aggiunti al cast Olivia Cooke, come Alicent Hightower, Emma D'Arcy, come Rhaenyra Targaryen, e Matt Smith come Daemon Targaryen.
Il 24 aprile 2023 Gayle Rankin, Simon Russell Beale, Freddie Fox e Abubakar Salim sono stati annunciati come parte del cast della seconda stagione nei ruoli di Alys Rivers, Ser Simon Strong, Ser Gwayne Hightower e Alyn di Hull. Nel dicembre seguente Tom Taylor, Clinton Liberty, Jamie Kenna, Kieran Bew, Tom Bennett e Vincent Regan sono stati annunciati nel cast della seconda stagione interpretando Lord Cregan Stark, Addam di Hull, Ser Alfred Broome, Hugh Hammer, Ulf il Bianco e Ser Rickard Thorne.
Nel gennaio 2025 James Norton è stato confermato nel cast della terza stagione per interpretare Lord Ormund Hightower. Nel marzo seguente Tommy Flanagan e Dan Fogler sono entrati nel cast della terza stagione come Ser Roderick Dustin e Ser Torrhen Manderly. Nell'aprile 2025 Tom Cullen, Joplin Sibtain e Barry Sloane sono stati annunciati nel cast della terza stagione, interpretando Ser Luthor Largent, Ser Jon Roxton e Ser Adrian Redfort. Nel luglio seguente, Annie Shapero è stata scritturata nel ruolo di Alysanne Blackwood.

### Riprese
La lavorazione della prima stagione della serie è iniziata nell'aprile 2021. La serie è stata girata principalmente nel Regno Unito. Durante l'ultima settimana dell'aprile 2021, le riprese si sono svolte in Cornovaglia. Alcune riprese aggiuntive sono state effettuate in Spagna e California. House of the Dragon è stata la prima produzione ad essere girata nel nuovo studio virtuale degli Studi Leavesden. Il 18 luglio 2021 la produzione fu interrotta per due giorni a causa di un caso positivo di COVID-19.
House of the Dragon è stata girata nella provincia di Cáceres, nella Spagna occidentale, tra l'11 e il 21 ottobre 2021; dal 26 al 31 ottobre le riprese si sono svolte in Portogallo al castello di Monsanto. Nel febbraio 2022 è terminata la produzione.
Le riprese della seconda stagione sono iniziate l'11 aprile 2023 nei Warner Bros. Studios, Leavesden a Watford e si sono trasferite a Cáceres il 18 maggio seguente. La serie ha proseguito a girare durante lo sciopero indetto dalla SAG-AFTRA, infatti, nonostante la serie abbia origine negli Stati Uniti, il cast in gran parte britannico opera secondo le norme locali determinate dal sindacato Equity. Le riprese si sono concluse il 29 settembre 2023.
Le riprese della terza stagione sono iniziate il 21 marzo 2025 ai Leavesden Studios, Watford.

### Lingua
Il linguista David J. Peterson de Il Trono di Spade è tornato per continuare il suo lavoro con la lingua artificiale dell'Alto Valyriano. Emma D'Arcy racconta di essersi divertita nell'imparare questa lingua, mentre Matt Smith inizialmente si sentiva scoraggiato nell'apprenderla.

## Promozione
(Tagline della serie)
Il primo teaser trailer ufficiale della serie è stato diffuso il 5 ottobre 2021, mentre il primo trailer esteso è stato diffuso il 5 maggio 2022.
Il 2 novembre 2023 è stato diffuso il primo trailer della seconda stagione, la quale è stata distribuita nel giugno 2024.

## Distribuzione
La serie ha debuttato il 21 agosto 2022 su HBO, mentre in Italia è trasmessa su Sky Atlantic dal 22 agosto 2022 in simulcast con HBO e dal 29 agosto seguente con doppiaggio in italiano.
La seconda stagione è trasmessa dal 16 giugno 2024 su HBO e dal giorno seguente in Italia su Sky Atlantic.

### Edizione italiana
La direzione del doppiaggio è a cura di Sandro Acerbo, su dialoghi di Marco Barbato, per conto della CDC Sefit Group.

## Accoglienza

### Critica

#### Prima stagione
La prima stagione ha ricevuto recensioni positive dalla critica. Rotten Tomatoes riporta il 93% delle recensioni professionali positive basato su 868 critiche. Il consenso critico del sito web indica: «Trattando un'era di pace precaria con intenso, sebbene breve, accento, House of the Dragon è un prequel notevole che esemplifica gli intrighi di corte che hanno distinto il suo predecessore.» Metacritic, invece, ha assegnato un punteggio di 69 su 100 basato su 43 recensioni, indicando "recensioni generalmente favorevoli".
Lucy Mangan del Guardian ha definito la serie «un successo travolgente» con Lorraine Ali del Los Angeles Times che ha affermato il palese successo delle prime stagioni de Il Trono di Spade. Le recensioni hanno sottolineato che l'affidamento al romanzo di Martin è stata una delle ragioni per cui la serie sia andata decisamente meglio rispetto alle ultime stagioni del suo predecessore, in modo particolare l'ultima. Anche il cast ha ricevuto elogi, con Paddy Considine, Matt Smith, Emma D'Arcy e Olivia Cooke scelti per le loro interpretazioni. La diversità dei personaggi è stata per lo più apprezzata, con Jeff Yang del New York Times che ha notato che la diversificazione del cast può aiutare la serie a guadagnare un pubblico più vasto.
Analizzando i primi episodi, Rolling Stone e Entertainment Weekly hanno manifestato che «la serie si è affidata troppo al linguaggio immaginifico ed è priva di personaggi secondari di successo che Il Trono di Spade aveva».

#### Seconda stagione
La seconda stagione ha ricevuto recensioni positive dalla critica. Rotten Tomatoes riporta l'84% delle recensioni professionali positive basato su 265 critiche. Il consenso critico del sito web indica: «Prossimo al suo cataclisma dinastico, con un'andatura cauta piuttosto che una carica al galoppo, House of the Dragon imposta accuratamente la sua emozionante scommessa per rendere lo spettacolo ardente ancora più infuocato.» Metacritic, invece, ha assegnato un punteggio di 73 su 100 basato su 38 recensioni, indicando "recensioni generalmente favorevoli".

### Primati
Il giorno seguente la première della serie, HBO ha dichiarato che l'episodio è stato visto da 9,99 milioni di telespettatori negli Stati Uniti nella prima notte di disponibilità, inclusi entrambi gli spettatori di HBO e gli streaming su HBO Max; si tratta dell'audience più vasta per il debutto di una serie televisiva nella storia dell'emittente via cavo.
La forte richiesta da parte del pubblico ha fatto sì che HBO Max andasse in crash per migliaia di utenti, in particolare coloro collegati da dispositivi Amazon Fire TV. Downdetector ha riportato 3 700 casi di non risposta dell'applicazione.

## Riconoscimenti
- 2023 – Golden Globe[62][63]
  - Miglior serie drammatica
  - Candidatura per la miglior attrice in una serie drammatica a Emma D'Arcy
- 2022 – E! People's Choice Awards[64]
  - Candidatura per la serie TV drammatica favorita
  - Candidatura per la serie TV sci-fi/fantasy favorita
- 2022 – Golden Trailer Awards[65]
  - Miglior trailer/teaser/spot per una serie drammatica per la TV o in streaming
- 2023 – Critics' Choice Awards[66]
  - Candidatura per la miglior serie drammatica
  - Candidatura per il miglior attore non protagonista in una serie drammatica a Matt Smith
  - Candidatura per la miglior attrice non protagonista in una serie drammatica a Milly Alcock
- 2023 – Screen Actors Guild Award[67]
  - Candidatura per le migliori controfigure televisive
- 2023 – Critics Choice Super Awards[68]
  - Candidatura per la miglior serie, miniserie o film per la televisione di fantascienza/fantasy
  - Candidatura per il miglior attore in un serie, miniserie o film per la televisione di fantascienza/fantasy a Matt Smith
  - Candidatura per la miglior attrice in un serie, miniserie o film per la televisione di fantascienza/fantasy a Milly Alcock
  - Candidatura per il miglior villain in un serie, miniserie o film per la televisione di fantascienza/fantasy a Matt Smith
- 2023 – MTV Movie & TV Awards[69]
  - Candidatura per la miglior performance rivelazione a Emma D'Arcy
- 2023 – Premio Emmy[70][71]
  - Migliori costumi per una serie fantasy o di fantascienza a Katherine Burchill, Paul Yeowell, Rachel George, Joanna Lynch (episodio Gli eredi drago)
  - Candidatura per la miglior serie drammatica
  - Candidatura per la miglior scenografia per una serie in costume o fantasy a Jim Clay, Dominic Masters, Claire Nia Richards (episodio Gli eredi del drago)
  - Candidatura per la miglior fotografia per una serie a Catherine Goldschmidt (episodio Il lord delle maree)
  - Candidatura per il miglior trucco in costume o del personaggio a Amanda Knight, Hannah Eccleston, Heather McMullen, Kashiya Hinds, Harriet Thompson, Natalie Wickens, Bonny Monger (episodio Noi illuminiamo la via)
  - Candidatura per il miglior trucco prostetico a Barrie Gower, Sarah Gower, Emma Faulkes, Duncan Jarman, Paula Eden (episodio Il lord delle maree)
  - Candidatura per il miglior montaggio sonoro per una serie televisiva (episodio La regina Nera)
  - Candidatura per i migliori effetti visivi per una stagione di serie televisiva o film per la televisione
- 2023 – Visual Effects Society[72]
  - Candidatura per i migliori effetti in un episodio di una serie televisiva fotoreale (episodio La regina Nera)
  - Candidatura per il miglior compositing e illuminazione in un episodio di una serie televisiva (episodio La regina Nera)
- 2024 – Saturn Award[73]
  - Candidatura alla miglior serie televisiva fantasy
  - Candidatura alla migliore attrice in una serie televisiva a Emma D'Arcy
  - Candidatura al miglior attore non protagonista in una serie televisiva a Matt Smith
  - Candidatura alla miglior giovane performance a Milly Alcock
- 2025 – Golden Globe[74]
  - Candidatura alla miglior attrice in una serie drammatica a Emma D'Arcy
- 2025 – Saturn Award[75][76]
  - Miglior serie televisiva fantasy
  - Candidatura alla miglior attrice in una serie televisiva a Emma D'Arcy
  - Candidatura al miglior attore non protagonista in una serie televisiva a Matt Smith
- 2025 – British Academy Television Craft Awards[77]
  - Candidatura al miglior sonoro a Alastair Sirkett, Doug Cooper, Simon Bishop, Tim Hands, Adele Fletcher, Barnaby Smyth
  - Candidatura ai migliori effetti speciali, visivi e grafici a Dadi Einarsson, Thomas Horton, Lev Kolobov, Mike Dawson, Asa Shoul, Pixomondo
- 2025 – Premio Emmy[78]
  - Candidatura ai migliori costumi per una serie fantasy / fantascienza per l'episodio Il mulino in fiamme
  - Candidatura ai migliori effetti speciali in una stagione o film TV
  - Candidatura al miglior trucco prostetico per l'episodio La semina rossa
  - Candidatura al miglior trucco non prostetico in una serie in costume o fantasy / fantascienza per l'episodio Il drago rosso e il drago dorato
  - Candidatura alla miglior acconciatura in una serie in costume o fantasy / fantascienza per l'episodio Il popolo
  - Candidatura alla miglior sigla

## Casi mediatici
Già dall'annuncio, la serie è stata criticata da alcuni lettori della saga letteraria di revisionismo e blackwashing. Sono giunte in risposta diverse dichiarazioni da parte degli showrunner della serie, a partire da Ryan Condal, il quale ha detto di aver apportato questa radicale modifica come necessità di adattare il testo originale ai cambiamenti in atto nella società, ispirandosi a una suggestione di Martin per Il Trono di Spade, poi scartata dall'autore.